# جورج براون (لاعب قفز طويل)
جورج براون (بالإنجليزية: George Brown)‏ هو لاعب قفز طويل أمريكي، ولد في 25 يوليو 1931، وتوفي في 23 يوليو 2018.

## وصلات خارجية
- جورج براون على موقع أوليمبيديا (الإنجليزية)